# VerhalenArk
De VerhalenArk is een Nederlands Bijbels themapark, gebouwd op de Ark van Johan Huibers, een replica van het Bijbelse schip. De eigenaar is poppenspeler en kunstenaar Aad Peters.

## Ontwikkeling
In 2010 verkocht Johan Huibers de Ark aan Aad Peters, met de voorwaarde dat Peters de kleine Ark zou gebruiken om de verhalen uit de Bijbel verder te verspreiden.
Peters bouwde de Ark om tot Bijbels themapark. De houten creaties zijn ontworpen door de Tsjechische Michaela Bartonova.
Vanaf november 2019 lag het schip in de haven van Ipswich in Engeland toegankelijk voor bezoekers. Het schip zou in maart 2020 weer vertrekken naar Nederland. Echter de Britse kustwachtautoriteit beoordeelde het schip niet zeewaardig. Ook ontbraken meerdere documenten. Mid 2021 ligt het schip nog steeds in de haven van Ipswich.